# Аксу (Катон-Карагайський район)
Аксу́ (каз. Ақсу) — село у складі Катон-Карагайського району Східноказахстанської області Казахстану. Адміністративний центр Аксуського сільського округу.
Населення — 569 осіб (2021; 834 у 2009, 1381 у 1999, 1205 у 1989).
Національний склад станом на 1989 рік:
- казахи — 78 %
- росіяни — 20 %

До 2009 року село називалось Біле.